# Studio 21
«STUDIO 21» — российская молодёжная музыкальная радиостанция, посвящённая хип-хоп культуре. Сеть вещания насчитывает 14 городов.

## История
Радиостанция начала вещание 22 декабря 2017 года в Тольятти на частоте 107,4 FM.
15 августа 2018 года началось федеральное вещание на частотах радиостанции «Спорт FM». При этом, в первые годы вещания, незначительно сохранена спортивная составляющая (до 20 %), а радиостанция продолжала использовать его старое название в соответствии с лицензией.
Первыми программами новой радиостанции стали «Спортивное шоу номер 1» с Кареном Адамяном и Александром Малыхиным, «Игра была равна» с Дмитрием Егоровым и Максом Ларионовым. 
16 ноября 2018 года радиостанция прекратила вещание в Тольятти на частоте 107,4 FM (оно продолжилось на частоте 95,5 FM) и была заменена на новый проект ЕМГ — радио авторской песни «Калина Красная» - бардовые песни для женщин.  
13 ноября 2020 Роскомнадзор выдал новые лицензии радиостанциям ЕМГ. Согласно им, в Мурманске, Петрозаводске, Орле, Вологде, Белгороде, Владимире, Липецке, Ижевске и Нижнем Тагиле «Studio 21» заменялась на радиостанцию с бардовскими песнями «Калина красная». Ещё в нескольких городах (Архангельск, Кемерово и другие) хип-хоп радиостанцию сменило «Новое радио». В Рязани, Ставрополе и Брянске вместо «Studio 21» началось вещание «Европы Плюс».
Что касалось тех городов, где «Studio 21» решено было оставить в эфире, то ЕМГ переписала эти частоты на ООО «Компания Новое радио» (юридическое лицо одноимённой радиостанции), которому де-юре и принадлежит СМИ «Studio 21». Таким образом, «Спорт FM» уже юридически перестал существовать в эфире. В течение недели после публикации лицензии, из эфира «Studio 21» окончательно исчезли все спортивные программы, в том числе и рубрика «Всё о спорте» с биографиями выдающихся спортсменов.
К лету 2021 года широкую сеть вещания обновленной станции «Studio 21» сократили до 15 городов, не включая Саров, где её ретрансляцией занимается местная радиокомпания. К 2024 году их количество сократилось до 12..
В конце 2023 года партнёром радио стал футбольный клуб «Спартак».

## Города вещания
На момент начала федерального вещания на частотах «Спорт FM», «Studio 21» имело 40 эфирных частот.
- Волгоград — 106,0 FM
- Екатеринбург — 92,7 FM
- Казань — 91,9 FM
- Калининград — 103,4 FM
- Киров — 101,8 FM
- Красная Поляна — 104,1 FM
- Москва — 93,2 FM
- Санкт-Петербург — 95,5 FM
- Саров — 99,5 FM (Молчит)
- Тольятти — 95,5 FM
- Уфа — 87,8 FM
- Хабаровск — 107,5 FM
- Челябинск — 102,4 FM

### Вещание прекращено
- Магнитогорск — 67,70 УКВ (частота закрыта с 12.05.2020)

Заменено на «Дорожное радио»
- Владивосток — 107,7 FM

Заменена на «Европу Плюс»
- Брянск — 87,5 FM
- Рязань — 97,3 FM
- Ставрополь — 106,8 FM

Заменено на «Новое радио»
- Арзамас — 98,5 FM
- Архангельск — 90,0 FM
- Иваново — 105,4 FM
- Карачаевск / Черкесск — 107,5 FM
- Кемерово — 90,2 FM
- Новокузнецк — 93,2 FM
- Омск — 89,5 FM (Заменено на Радио 7 на семи холмах)
- Оренбург — 107,7 FM
- Смоленск — 87,7 FM
- Сочи — 104,8 FM
- Лазаревское — 102,3 FM
- Ульяновск — 88,8 FM
- Тамбов — 103,9 FM
- Тюмень — 87,9 FM

Заменено на радио «Калина Красная»
- Белгород — 87,6 FM
- Владимир — 106,9 FM
- Вологда — 103,7 FM
- Ижевск — 95,4 FM
- Липецк — 105,1 FM
- Мурманск — 88,7 FM
- Нижний Тагил — 103,6 FM
- Орёл — 98,5 FM
- Петрозаводск — 101,8 FM (позже заменено на Радио 7)